# Anfótero (filho de Alcmeão)
Anfótero, na mitologia grega, foi um filho de Alcmeão.
Alcmeão era filho do adivinho Anfiarau e de Erifila, irmã do rei Adrasto. Alcmeão matou a própria mãe  e fugiu para Psophis, onde se casou com Alphesiboea, filha do rei Fegeu, e deu como presente de casamento à esposa o colar de Harmonia. Mas Alcmeão continuou perturbado, e, consultando o oráculo de Delfos, recebeu como resposta que o único lugar do mundo onde o espírito de Erifila não iria perturbá-lo seria em uma terra nova, criada após a morte da mãe.
Alcmeão então descobre o depósito fluvial do Rio Aqueloo, e toma por esposa Calírroe, que, segundo o acarnânios do século II d.C., era filha do deus-rio Aqueloo.
Alcmeão e Calírroe tiveram dois filhos, Acarnan e Anfótero.
Calírroe passou a desejar o colar de Harmonia e enviou, contra a sua vontade, Alcmeão para Psophis   (chamada, na época, de Fégia, por causa de Fegeu). Lá chegando, porém, foi morto por Temenus e Axion, filhos de Fegeu, que dedicaram o colar ao tempo de Delfos.